# Südostchinesisches Hügelland
Südostchinesisches Bergland (东南丘陵) werden zusammenfassend die maximal etwas mehr als 1500 m hohen Berg- und Hügelgebiete genannt, die ganz oder teilweise in den Provinzen Anhui, Jiangsu, Jiangxi, Zhejiang, Hunan, Fujian und Guangdong sowie im Autonomen Gebiet Guangxi, also im Südosten Chinas liegen. Es ist ein etwa 2,5 Mio. km² großes Gebiet, in dem rund 600 Mio. Einwohner leben. 

## Geographische Lage
Das Südostchinesische Bergland reicht nördlich bis ans Ufer des Jangtsekiang (Chang Jiang), südlich bis nach Guangdong und Guangxi hinein, östlich bis an das Ostchinesische Meer und westlich bis an den Rand des Yunnan-Guizhou-Plateaus. Die bekanntesten Landschaften des Südostchinesischen Berglands sind das Huang-Shan-Gebirge, die Jiuhua-Berge, der Heng Shan, die Danxia-Berge, das Wuyi-Gebirge und die Nan Ling. Größtenteils liegt das Berg- und Hügelland in Höhen von 200 bis 600 m, einige Berggipfel überschreiten 1500 m Höhe. Seine Mittelgebirgsketten verlaufen zumeist in Nordost-Südwest-Richtung.

## Landschaft
Das Relief des Südostchinesischen Berglandes ähnelt zu einem großen Teil Deutschlands Mittelgebirgen. Auf den Gebirgsketten wächst nur vereinzelt Gras, an den Hängen allerdings auch Kiefern- bzw. Bambusgebüsch. Bei gutem Boden wurden von den Einheimischen auch Reisterrassen angepflanzt.
Im Westen des Gebietes befindet sich eine Kalksteinlandschaft. Es wächst viel Vegetation auf bis zu 200 Metern hohen, durch sternförmige Trichter getrennten, scharenweise zusammengerotteten, steilen Felsen. Dazwischen sind breite, ebene Täler. Diese wurden im Laufe der Zeit auch von Flüssen erschaffen. Das Ganze nennt man "Aufschüttungslandschaften". Diese Täler und Becken sind sehr fruchtbar. Sie werden landschaftlich viel genutzt. Damit man sie nutzen konnte, haben die Einheimischen die Bambuswälder gerodet.

## Klima
Es herrschen ganzjährig hohe Temperaturen, das heißt, es gibt so gut wie nie Minusgrade, also Werte unter 0 °C. Der Jahresdurchschnitt beträgt 16 °C, die Höchstwerte im Januar 8 °C. Der Tiefstwert liegt jedoch im Januar bei 1 °C. Allerdings betragen die Höchstwerte im Juli 32 °C und die Tiefstwerte im Juli betragen 25 °C. 
Es fällt ganzjährig viel Niederschlag. Der Jahresdurchschnitt liegt in Shanghai bei 1112 Millimetern. Das Südchinesische Bergland liegt in einer immerfeuchten, subtropischen Klimazone.

## Anbau von Pflanzen und Abbau von Rohstoffen
Es werden Süßkartoffel-, Zuckerrohr- und Weizenfelder angebaut, aber auch Obst. Als allererstes werden aber Reisterrassen angelegt, da Reis halbjährlich geerntet werden kann.
Es werden Erze und Kohle abgebaut.

## Sprache/Dialekte
Die Einheimischen im Südostchinesischen Bergland sprechen Chinesisch in vielerlei Dialekten. Da wäre zum Beispiel Gan, Yue, Hakka, Min und Xiang, aber in erster Linie Mandarin.

## Einheimische
Die Einheimischen haben erschwerte Lebensbedingungen, da das Relief den Autos den Weg versperrt und man viele Brücken hätte bauen müssen, hätte man den Transport verschiedener Dinge (z. B. Lebensmittel) mit dem Auto/ dem Transporter/ LKW/... gewagt. So erfolgt der Transport über Flüsse und Meere. Die Dörfer sind dicht bebaut, um Platz für Felder zu lassen. Es sind, wie überall, noch Lebensweisen und Traditionen erhalten. Die jüngeren Menschen ziehen in nahe, kleine oder in entfernte, große Städte. Die größeren befinden sich am Meer oder an großen Flüssen. Es gibt zahlreiche Hafenstädte, wo Gebirgsketten flach auslaufen. Diese sind heute von großer Bedeutung.